# شركت مدارس (كنار شهر)
شركت مدارس (بالفارسية: شرکت مدرس) هي مستوطنة تقع في إيران في قسم كنار شهر الريفي. يقدر عدد سكانها بـ 20 نسمة .